# Modell (logik)
Modell (tolkning, struktur), begrepp inom logik. Modeller studeras ingående inom den logiska disciplinen modellteori. 
En modell är enkelt uttryckt en uppsättning objekt som kan ha vissa egenskaper och inbördes relationer. En modell beskrivs ofta med hjälp av ett modellspråk som talar om hur modellen kan tolkas. De olika algebraiska strukturer (till exempel ringar, kroppar) som studeras i matematiken är exempel på modeller.
Ett vanligt exempel på modell är aritmetiken, N = { 0, S, <, +, · }.
Denna modell beskriver de naturliga talen N (det vill säga exempelvis 0, 1, 2, 3), samt hur de är ordnade (<) och alla egenskaper och relationer dem emellan som kan uttryckas med hjälp av räknesätten addition (+) och multiplikation (·). 0 är  talet noll och S är successorfunktionen: S(0) = 1, S(S(0)) = 2, S(S(S(0))) = 3 till exempel. Genom att fortsätta applicera S ett obegränsat antal gånger får man alltså hela N. S({\displaystyle \alpha }) kallas successorn eller efterföljaren till {\displaystyle \alpha }. N är alltså de objekt som N "handlar om". Teorin för N, T(N), är mängden av alla satser som är sanna i N. T(N) är naturligtvis en oändligt stor mängd. Ett exempel på en sats som ingår i T(N) är 2 + 2 = 4.
Se även matematisk modell.